# Сафета Обхођаш
Сафета Обхођаш (Пале, 1951) босанскохерцеговачка је књижевница.

## Биографија
Сафета је рођена 1951. године на Палама гдје је завршила основно образовање. У Сарајеву је студирала и радила, а са породицом живјела на Палама. Између 1980. и 1992. године објавила је више радио-драма, прича и књигу "Жена и тајна". За приче и радио-драме је добила неколико награда, између осталих 1987. године и награду "Зија Диздаревић" за причу "Аустралијска зеба". Почетком рата 1992. је избјегла са породицом из родног мјеста и од тада живи и ради у Њемачкој, у граду Вуперталу.
У својој прози суочава се са изазовима модерног времена. Посебно се бави проблемом жене у том културно и религијски комплексном друштву, али увијек узима улогу неутралног посматрача догађаја и људских судбина и прича о њима са пуно хумора и ироније. Осим литерарног стваралаштва, посебно мјесто у њеном раду заузима и ангажман презентирања босанске културе за њемачку публику. Чест је гост бошњачких културних институција у Њемачкој и Америци за предавања и читања на бошњачком језику. Као потпору њеном књижевном раду и ангажману у бољем разумијевању култура добила је неколико радних стипендија њемачких институција: Стипендију Куће писаца Штутгарт, Министарства за културу и спорт њемачке државе Сјевернереине Вестфалије и стипендију Фондације Künstlerdorf Schöppingen код Минстера, гдје је и настала њена најновија књига са арапским пјесником Саргоном Боулусом.